# Boletinellus merulioides
Boletinellus merulioides är en svampart som först beskrevs av Ludwig David von Schweinitz, och fick sitt nu gällande namn av William Alphonso Murrill 1909. Boletinellus merulioides ingår i släktet Boletinellus och familjen Boletinellaceae.   Inga underarter finns listade i Catalogue of Life.

## Källor

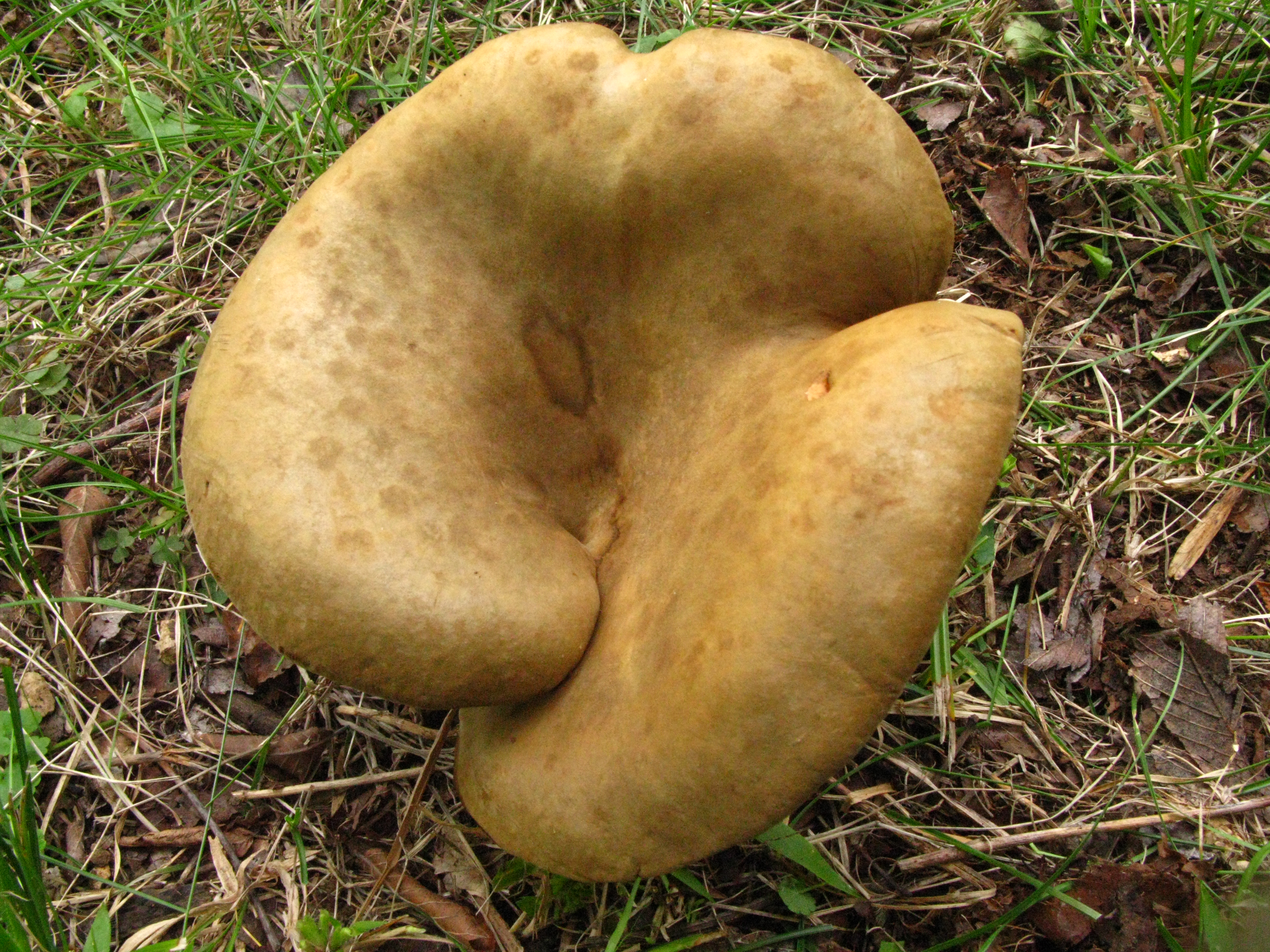
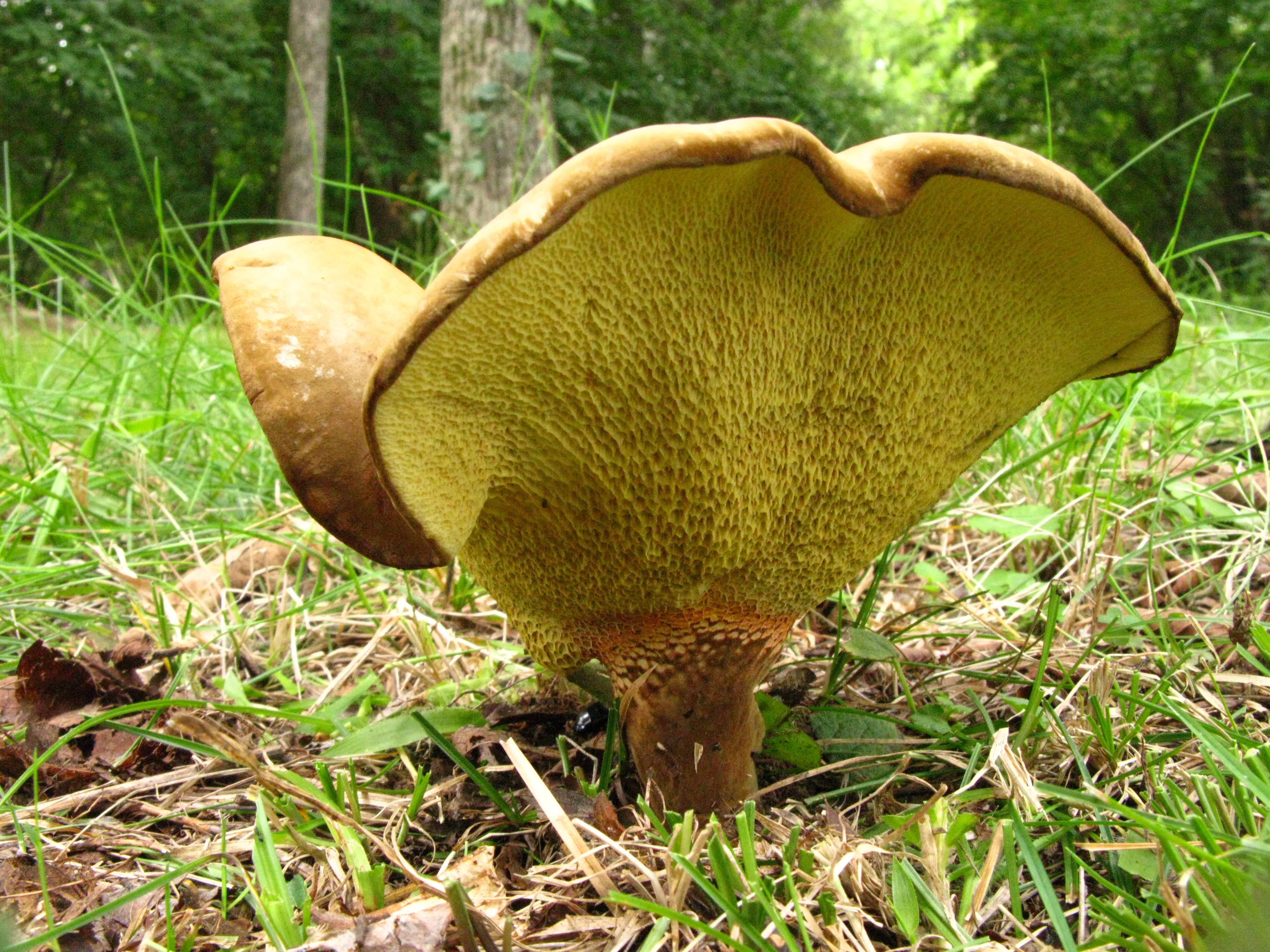
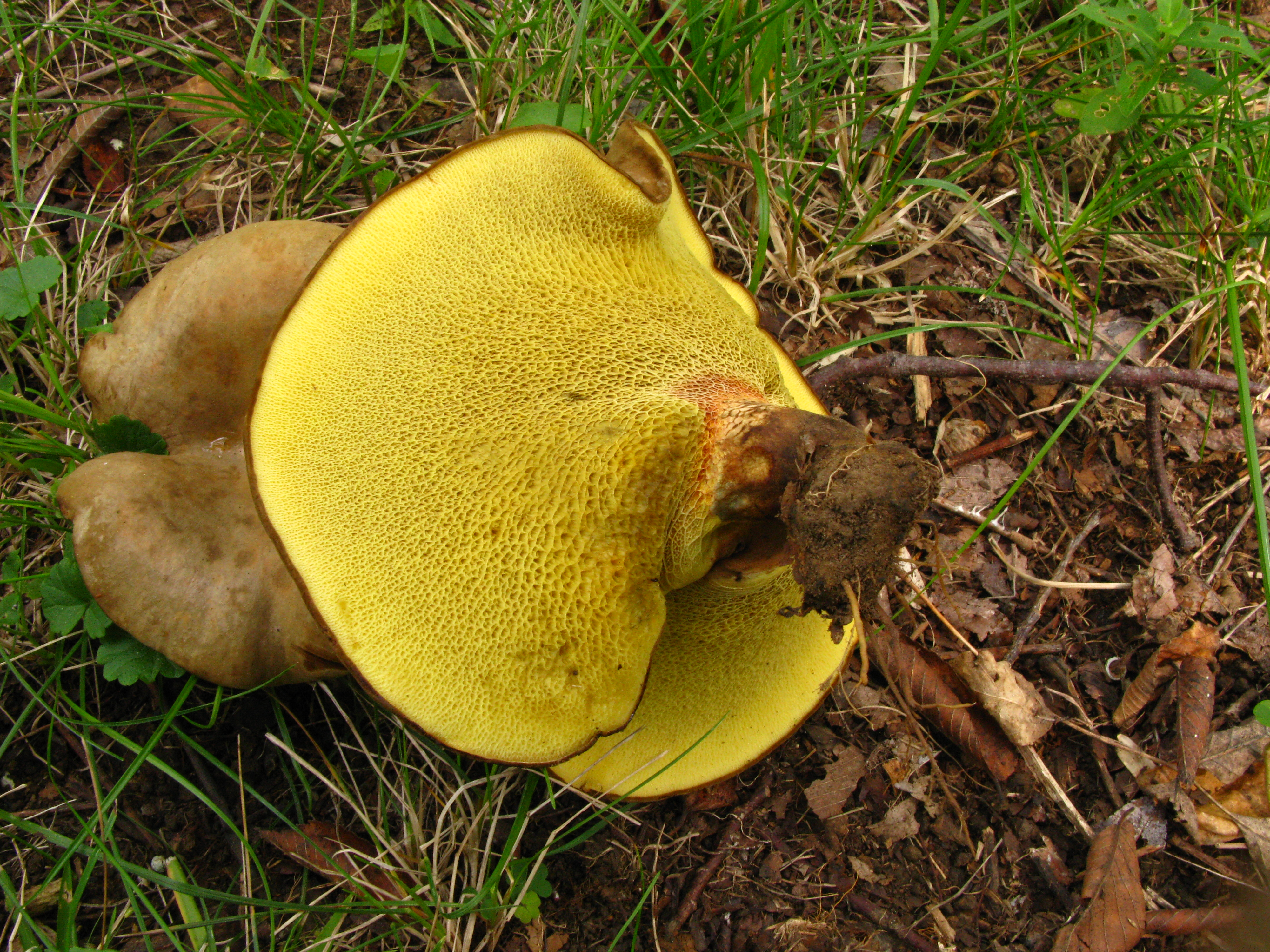
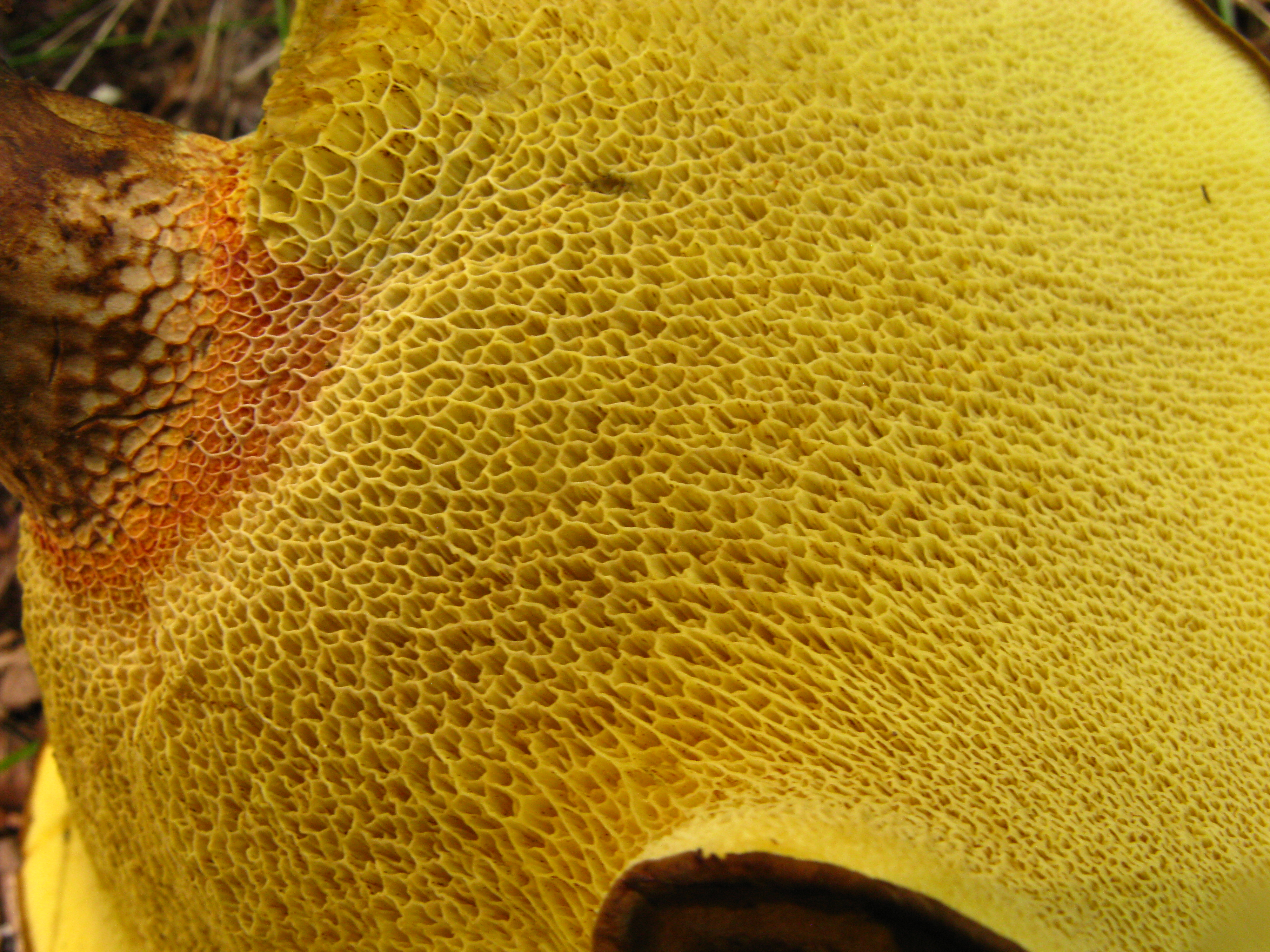
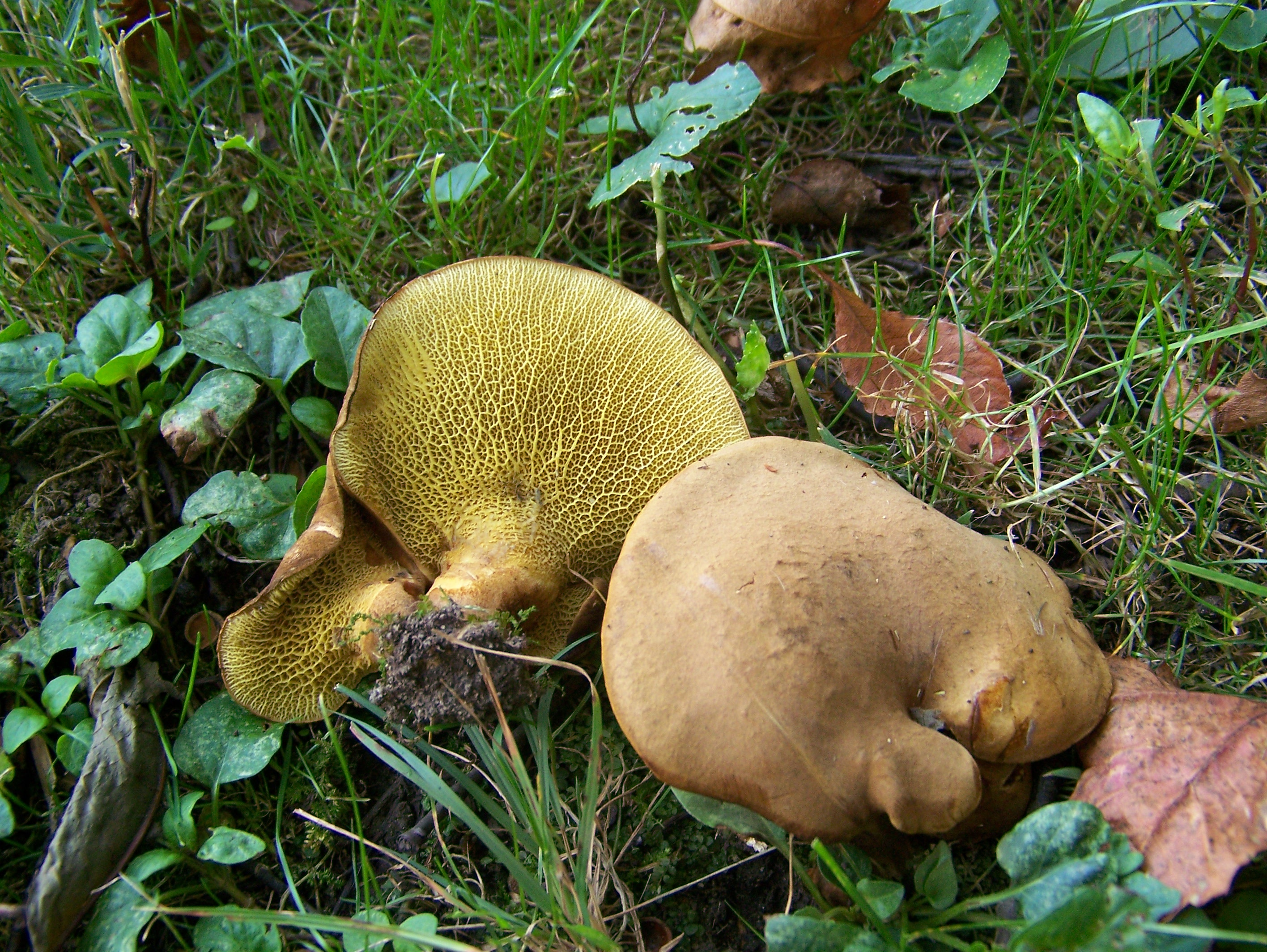
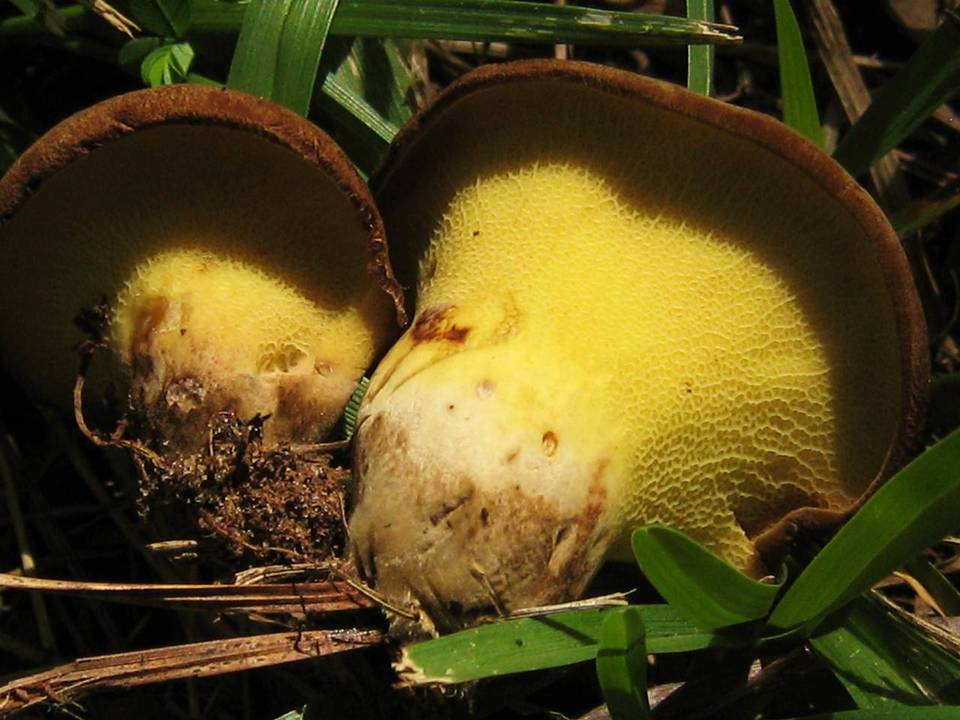
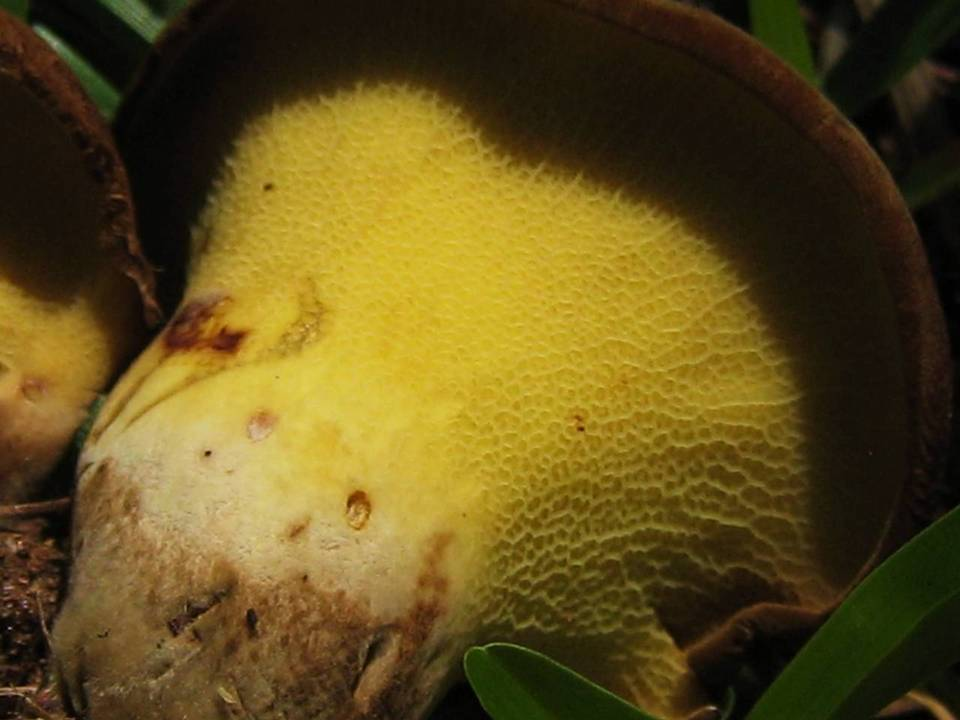